# Souheil Ben-Barka
Souheil Ben-Barka (Timbuctù, 25 dicembre 1942) è un regista, sceneggiatore e produttore cinematografico marocchino.

## Filmografia

### Cinema
- A Thousand and One Hands (1972)
- La guerre du pétrole n'aura pas lieu (1975)
- Blood Wedding (1977)
- Trances (1981) documentario
- Amok (1982)
- La battaglia dei tre tamburi di fuoco (1990)
- L'Ombre du pharaon (1996)
- Les amants de Mogador (2002)
- De sable et de feu (2019)